# 낫전차
낫전차(scythed chariot)는 고대 무기인 전차의 양쪽에 낫을 달아 개조한 것이다. 보통 낫은 바퀴 축에 부착되었으며 그 길이는 1미터 정도였다. 

## 역사
낫전차를 처음으로 사용한 것은 고대 인도의 마가다 왕국으로, 마가다의 군주인 아자타샤트루가 라타 무살라라는 이름의 낫전차를 개발하였다고 하며, 마가다-밧지 전쟁에서 이 전차를 사용해 밧지를 물리쳤다는 내용이 자이나교 문헌의 기록에서 발견된 바 있다.
고대 그리스의 크세노폰이 쿠낙사 전투에서 아케메네스 제국의 낫전차를 목격하였다. 중국에서도 전국 시대 조나라의 유적에서 청동 날이 달린 전차 바퀴가 발견된 바 있다. 키루스의 후계자인 크세르크세스 1세의 그리스 침공 때는 낫전차에 관한 언급이 전혀 없는 것으로 보아 페르시아에 낫전차가 도입된 것은 그리스의 중보병 호플리테스와 맞붙어 대보병 충격력의 필요성을 절감한 기원전 467년 ~ 기원전 458년으로 추측되며 아마 인도 지역에서 가져온 것으로 보인다. 페르시아가 낫전차를 비교적 성공적으로 운용하자 그 이후 헬레니즘 시대의 여러 왕국들도 낫전차를 이용했다. 헬레니즘 세계에서 낫전차가 사용된 마지막 기록은 기원전 47년의 젤라 전투로, 이때 고대 로마군은 마름쇠를 이용해 폰토스의 낫전차를 격파했다. 스트라본의 기록에 따르면 기원후 22년경 북사하라의 유목민족인 파루시와 니그리테스가 낫전차를 사용했다. 
기원후 43년 로마가 브리튼 섬을 침공하자 브리튼의 켈트족이 낫전차를 타고 로마에 맞서 싸웠다고 한다. 그러나 켈트인들이 전차를 사용한 것으로 유명하긴 하지만 낫전차를 사용했다는 고고학적 증거는 없다. 어쩌면 로마측이 전공을 부풀리기 위해 켈트인들의 장비를 과장해서 묘사했을 가능성도 있다. 역시 켈트계인 아일랜드 신화의 얼스터 대계 쿠얼러의 소몰이에도 낫전차가 등장하지만, 아일랜드 신화가 글로 기록된 것은 중세 이후이기 때문에 이것이 켈트인들이 낫전차를 사용했다는 증거는 될 수 없다.